# رود یاهاتس
یاهاتس ریور (به انگلیسی: Yachats River) رودخانه‌ای است که در ایالات متحده آمریکا جریان دارد.